# Хогансвил (Џорџија)
Хогансвил (Џорџија) (енгл. Hogansville) град је у америчкој савезној држави Џорџија. По попису становништва из 2010. у њему је живело 3.060 становника.

## Демографија
Према попису становништва из 2010. у граду је живело 3.060 становника, што је 286 (10,3%) становника више него 2000. године.
| Група             | 2000.         | 2010.         |
| Белци             | 1.527 (55,0%) | 1.584 (51,8%) |
| Афроамериканци    | 1.199 (43,2%) | 1.323 (43,2%) |
| Азијати           | 13 (0,5%)     | 13 (0,4%)     |
| Хиспаноамериканци | 16 (0,6%)     | 75 (2,5%)     |
| Укупно            | 2.774         | 3.060         |